# IC 290
IC 290 = IC 1884 ist eine linsenförmige Galaxie vom Hubble-Typ S0/a? im Sternbild Perseus am Nordsternhimmel. Sie ist schätzungsweise 274 Millionen Lichtjahre von der Milchstraße entfernt und hat einen Durchmesser von etwa 90.000 Lj.

Im selben Himmelsareal befinden sich u. a. die Galaxien NGC 1212, IC 292, IC 293, IC 294.
Die Typ-Ia-Supernova SN 2015az wurde hier beobachtet.
Das Objekt wurde am 11. September 1888 vom US-amerikanischen Astronomen Lewis Swift entdeckt.